# Калинов Куст
Кали́нов Куст — упразднённый посёлок, существовавший на территории Дмитровского района Орловской области. Входил в состав Соломинского сельсовета.

## Географическое положение
Располагался в 14 км к северо-востоку от Дмитровска, по правую сторону дороги в село Столбище. Ближайшие, ныне существующие населённые пункты — посёлок Костобобровка, сёла Столбище и Лубянки.

## История
В 1927 году в посёлке был 21 двор, проживало 109 человек (56 мужского пола и 53 женского). В то время Калинов Куст входил в состав Столбищенского сельсовета Лубянской волости Дмитровского уезда. Позже передан в Соломинский сельсовет. В 1937 году в посёлке было 25 дворов. Во время Великой Отечественной войны Калинов Куст оказался в зоне оккупации. Освобождён Красной Армией в августе 1943 года. В 1965 году ещё значился в справочнике по административно-территориальному делению Орловской области. Упразднён 25 февраля 1971 года.

## Население
| 109 |